# J'ai bien mangé, j'ai bien bu

J'ai bien mangé, j'ai bien bu est un tube de 1971 du chanteur comique Patrick Topaloff.
Les paroles et la musique sont de Claude François et Jean-Pierre Bourtayre, et les arrangements de Christian Chevallier. Le disque est paru sous le label discographique Disques Flèche.